# Курасов, Владислав Викторович
Владислав Викторович Kурасов (род. 13 марта 1995, Брест, Белоруссия) — украинский и российский исполнитель белорусского происхождения, автор песен, финалист шоу «Х-Фактор-2», победитель шоу «Звёздный ринг», полуфиналист украинского Национального отбора на песенный конкурс «Евровидение 2016» и финалист белорусского национального отбора на песенный конкурс «Евровидение-2017».

## Биография

### Детство и юность
С детства проявлял интерес к музыке. В возрасте шести лет Владислав поступил в школу искусств кубанской Старонижестеблиевской станицы. С 2006 года проживал в Краснодаре, где поступил на обучение в Краснодарский Межшкольный эстетический центр по классу эстрадного вокала и фортепиано, а также в театральное Творческое объединение «Премьера». В 2011 году окончил учёбу с красным дипломом.
В 2007 году Владислав создал музыкальную группу на базе студии звукозаписи «МУЗ», но позже коллектив распался. В этом же году Влад принимал участие в телевизионном шоу «Минута Славы» на российском Первом канале с песней Элвиса Пресли «Blue Suede Shoes» и в 2008 году в Международном фестивале юмора и эстрадного искусства «Москва-Ялта-Транзит». Владислав является лауреатом вокальных конкурсов, среди которых «Юность Планеты», «Синеокая Анапа», «Маленькие Звёздочки», «Звезду зажигает Орлёнок».

### Участие в телевизионных шоу

#### Х-Фактор
В 2011 году Владислав Курасов принял участие в украинском вокальном телевизионном шоу «Х-Фактор», исполнив песню Селин Дион «My Heart Will Go On». По итогам прослушиваний он попал в финальную категорию «Парни», наставником которой был Игорь Кондратюк. Владислав спел в дуэте с Крэйгом Дэвидом и по результатам зрительского голосования занял третье место. После окончания шоу Владислав вместе с другими участниками отправился в гастрольный тур по городам Украины.
Песни, исполненные Владиславом Курасовым на шоу «Х-Фактор-2»
| Этап                            | Песня |
| ------------------------------- | --- |
| Кастинг 2-го сезона             | My Heart Will Go On (Селин Дион)                                                                                      |
| Визит к судьям                  | Without You (Мэрайя Кэри)                                                                                             |
| 1-й прямой эфир                 | Hallelujah (Леонард Коэн)                                                                                             |
| 2-й прямой эфир                 | All About Us (Тату)                                                                                                   |
| 3-й прямой эфир                 | Свеча горела (Алла Пугачёва)                                                                                          |
| 4-й прямой эфир                 | Я люблю тільки тебе (Александр Пономарёв)                                                                             |
| 5-й прямой эфир                 | I Will Always Love You (Уитни Хьюстон)                                                                                |
| 6-й прямой эфир                 | Memory (мюзикл «Cats»)                                                                                                |
| 7-й прямой эфир                 | Снег (Ирина Билык) |
| Номинация — песня за жизнь      | You Lost Me (Кристина Агилера)                                                                                        |
| 8-й прямой эфир                 | Ты на свете есть (Алла Пугачёва) Let It Be (The Beatles)                                                              |
| 9-й прямой эфир                 | Молитва (романс из кинофильма «Мусорщик») Дорога в облака (Браво)                                                     |
| 10-й прямой эфир (финал)        | Walking Away (Крэйг Дэвид) (дуэтом с Крэйгом Дэвидом) My Heart Will Go On (Селин Дион) Чорнобривці (украинская песня) |
| Прощальная песня                | It’s My Time (Джейд Юэн)                                                                                              |
| 11-й прямой эфир (гала-концерт) | Hallelujah (Леонард Коэн) Я люблю тільки тебе (Александр Пономарёв) Ты на свете есть (Алла Пугачёва)                  |

#### Звёздный ринг
После окончания проекта «Х-Фактор-2» Владислав Курасов остался жить и работать в Киеве. В апреле 2012 года артист принял участие в телевизионном вокальном шоу «Звёздный ринг», в котором соревновались лучшие вокалисты шоу «Україна має талант» и «Х-Фактор». В финале Владислав исполнил композицию «Hallelujah» Леонарда Коэна и по итогам зрительского голосования стал победителем шоу и обладателем гранта в размере 500 тысяч гривен на запись песни и съёмку клипа.
Песни, исполненные Владиславом Курасовым на шоу «Звёздный ринг»
| Этап                                   | Песня                                                                             |
| -------------------------------------- | --------------------------------------------------------------------------------- |
| Полуфинал — батл с Вячеславом Корсаком | Wicked Game (Крис Айзек) Вася (Браво) I Can (Blue) (дуэтом с Вячеславом Корсаком) |
| Финал                                  | Hallelujah (Леонард Коэн)                                                         |

#### Голос Казахстана
В октябре 2016 года принял участие в первом сезоне телевизионного проекта «Голос Казахстана» (аналог голландского телевизионного вокального конкурса «The Voice») на телеканале Первый канал «Евразия». На первом этапе конкурса в прослушиваниях «вслепую» исполнил песню Lady Gaga «Paparazzi» и развернул к себе кресла троих тренеров проекта. В составе команды наставника Евы Бехер Владислав прошёл вокальные битвы и попал в прямые эфиры телешоу. Своё участие в «Голосе Казахстана» Влад прокомментировал так:
Знаете, на самом деле, я просто захотел расширить горизонты. Все просто. Я подумал, что участие в ТВ-проекте – это лучшая площадка для того, чтобы широко заявить о себе новой аудитории. Если говорить не только о разуме, то это очень возбуждает меня. Я снова волнуюсь особенным образом, конкурирую с кем-то... Это забавно, это даёт мне больше воздуха. Вдохновляет, в общем...
Песни, исполненные Владиславом Курасовым на шоу «Голос Казахстана»
| Этап                    | Песня                                                   | Результат                                                         |
| ----------------------- | ------------------------------------------------------- | ----------------------------------------------------------------- |
| Прослушивания вслепую   | «Paparazzi» (Lady Gaga)                                 | повернулись три тренера Ева Бехер, Али Окапов, Жанна Орынбасарова |
| Вокальные битвы         | «Just a Fool» (Christina Aguilera) (vs. Маргарита Опря) | спасён тренером                                                   |
| Прямые эфиры (неделя 2) | «Алматы түні» (Кайрат Нуртас)                           | спасён тренером                                                   |
| Прямые эфиры (неделя 3) | «My Prerogative» (Bobby Brown)                          | спасён тренером                                                   |
| Прямые эфиры (неделя 4) | «Вопреки» (Валерий Меладзе)                             | покинул проект                                                    |

### Начало сольной карьеры
22 июня 2012 года состоялась премьера первой авторской песни «Прощай, мой город», с которой Владислав победил в проекте «Я талант». Он был приглашён исполнить её на церемонии награждения лауреатов премии «Золотой Граммофон» в Ледовом Дворце в Санкт-Петербурге.
В октябре 2012 года Владислав Курасов представляет вторую авторскую песню «Ноль любви в квадрате». А в декабре этого же года выступает на сцене шоу «Х-Фактор-3» в качестве приглашённого артиста и презентует лирическую композицию «Шёпот дождей» (музыка Д. Данова, слова Г. Красковского)..
В 2012—2013 годах Курасов сотрудничает с продюсерским центром украинского телеканала «СТБ». В феврале 2013 года Владислав представляет новую песню «Забудешь» (автор В.Курто), в марте этого же года состоялась премьера первого видеоклипа Владислава на эту песню, режиссёром которого стал Максим Литвинов.
В сентябре 2013 года Владислав презентует новую авторскую песню «Дай мне испить», в октябре выходит клип на эту композицию.

### 2014—2020 годы
С 2014 года Владислав начинает выступать самостоятельно.
В апреле 2014 года состоялась премьера новой авторской песни «Я болен тобой», в мае — премьера танцевальной композиции «18» (автор А.Малахов).
В мае 2014 года песня «Дай мне испить» принесла Владиславу победу в категории The people’s voice − 2013 на международном конкурсе авторской песни International Songwriting Competitions-2013 в США и попала в программу Al Walser’s Weekly Top 20 за июнь 2014 года.
В июне 2014 года Владислав Курасов стал победителем 11-го международного конкурса «Фавориты Успеха» в категории «Молодой талант» и получил золотую медаль «Фаворит Успеха-2013».
В сентябре 2014 года Владислав Курасов становится артистом Moon Records и презентует третью видеоработу на авторскую песню «Я болен тобой». В съёмках клипа Владислав выступает в качестве сорежиссёра.
В ноябре 2014 года Владислав Курасов с пианистом Евгением Хмарой дал первый акустический концерт, в ноябре и декабре 2015 года — акустические концерты с бэндом.
C апреля по июль 2015 года Владислав Курасов — телеведущий музыкальной ТВ-рубрики TimeLINE на телеканале ПравдаТУТ.

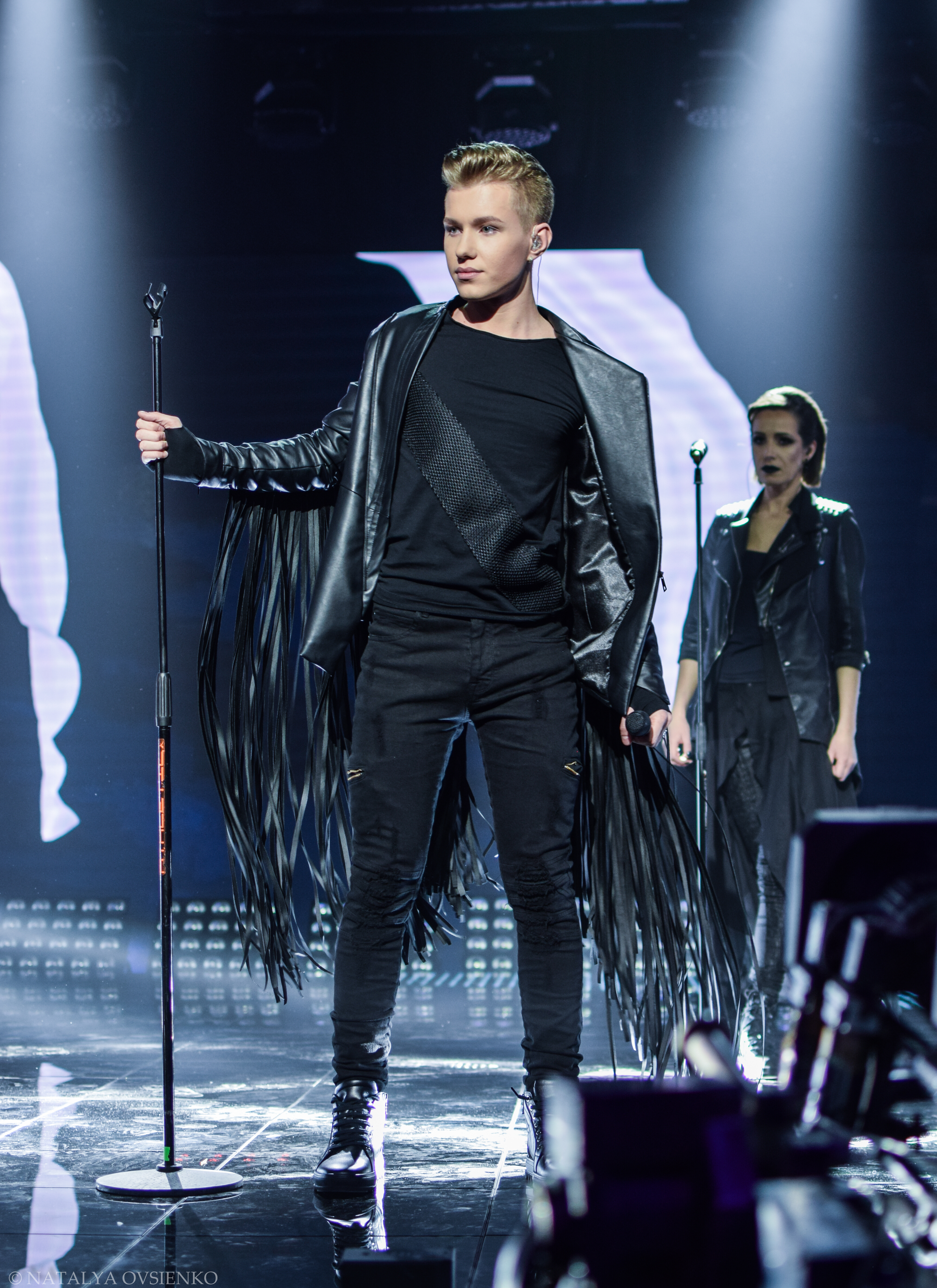
Финал белорусского национального отбора на песенный конкурс «Евровидение 2017»

В 2015 году артист выпускает три новых песни, две из которых авторские, — «Моя любовь», «По лужам» и «На глубине души».
В январе 2016 года на музыкальном канале ELLO TV состоялась премьера клипа на авторскую песню «На глубине души», режиссёром которого стал Тарас Голубков.
Тогда же Владислав Курасов с авторской англоязычной песней «I’m Insane» стал полуфиналистом украинского Национального отбора на песенный конкурс «Евровидение-2016» и 06 февраля представил эту песню на сцене Национального отбора на Евровидение-2016. В марте 2016 года песня «I’m Insane» попала в программу Al Walser’s Weekly Top 20.
В 2015 году Владислав Курасов был приглашён на эпизодическую роль пафосной «звезды» Влада Соколова в сериале «Центральная больница» от украинского телеканала «1+1». Сериал с участием Владислава вышел в телевизионный эфир летом 2016 года.
В октябре 2016 года в ходе подготовки дебютного студийного альбома молодой музыкант презентовал песню «Не смейся судьбе в лицо», которая стала лид-синглом с первой LP-пластинки Владислава Курасова. Свой выбор этой композиции в качестве главной песни дебютного альбома Влад объяснил тем, что эта песня заставляет задуматься и несёт в себе актуальный посыл. И уже через две недели артист представил видеоклип на эту песню, снятый режиссёром Тарасом Голубковым и студией Icona Prodaction, премьера которого состоялась на музыкальном канале StarPro.
25 ноября 2016 года на лейбле «УМИГ МЬЮЗИК» состоялся официальный релиз дебютного студийного лонг-плэй альбома молодого артиста Владислава Курасова «Отражение». В пластинку вошли 13 композиций, шесть из которых были выпущены синглами: «Я болен тобой», «Моя любовь», «На глубине души», «По лужам», «I’m Insane», «Не смейся судьбе в лицо». Владислав стал автором десяти из тринадцати композиций. «Отражение» — это концептуальный и достаточно личный альбом об опыте, переживаниях и радостях на пути взросления и становления самого Влада, как личности и как артиста.
В ноябре 2016 года стало известно, что Владислав Курасов с авторской англоязычной песней «Follow the Play» стал финалистом белорусского национального отбора на конкурс песни «Евровидение-2017» и 20 января 2017 года представил эту композицию в г.Минск в прямом эфире финала национального отборочного тура на «Евровидение-2017».
В апреле 2017 года в музыкальных онлайн магазинах и стриминговых сервисах был выпущен в качестве сингла авторский трек «VOODOO» из дебютного альбома «Отражение» и уже 24 апреля этого же года на музыкальном канале ELLO TV вышел официальный видеоклип на эту композицию, режиссёром которого стал клипмейкер Александр Филатович.
2 ноября 2017 года состоялась премьера нового сингла «Прощение». Музыку и слова Владислав написал сам, а саунд-продюсером трека выступил бывший участник группы «Океан Ельзи» Юрий Хусточка. Песней «Прощение» Курасов попрощался с поклонниками, взяв паузу в активной сценической карьере. Но из музыки не ушёл, взялся за написание песен для других исполнителей, а также преподаёт вокал в Tv & theatre studio «Act».
К 2019 году Владислав накопил достаточно материала и выпускает три новых трека, разместив их на стриминговых площадках и YouTube: «Им же это нравится», «Не говори люблю» (обычная и акустическая версия песни), «В твоей постели». В феврале 2020 года состоялся релиз песни «Великаны» в сотрудничестве с лейблом Sony Music Entertainment.

### Группа «Не говори маме»

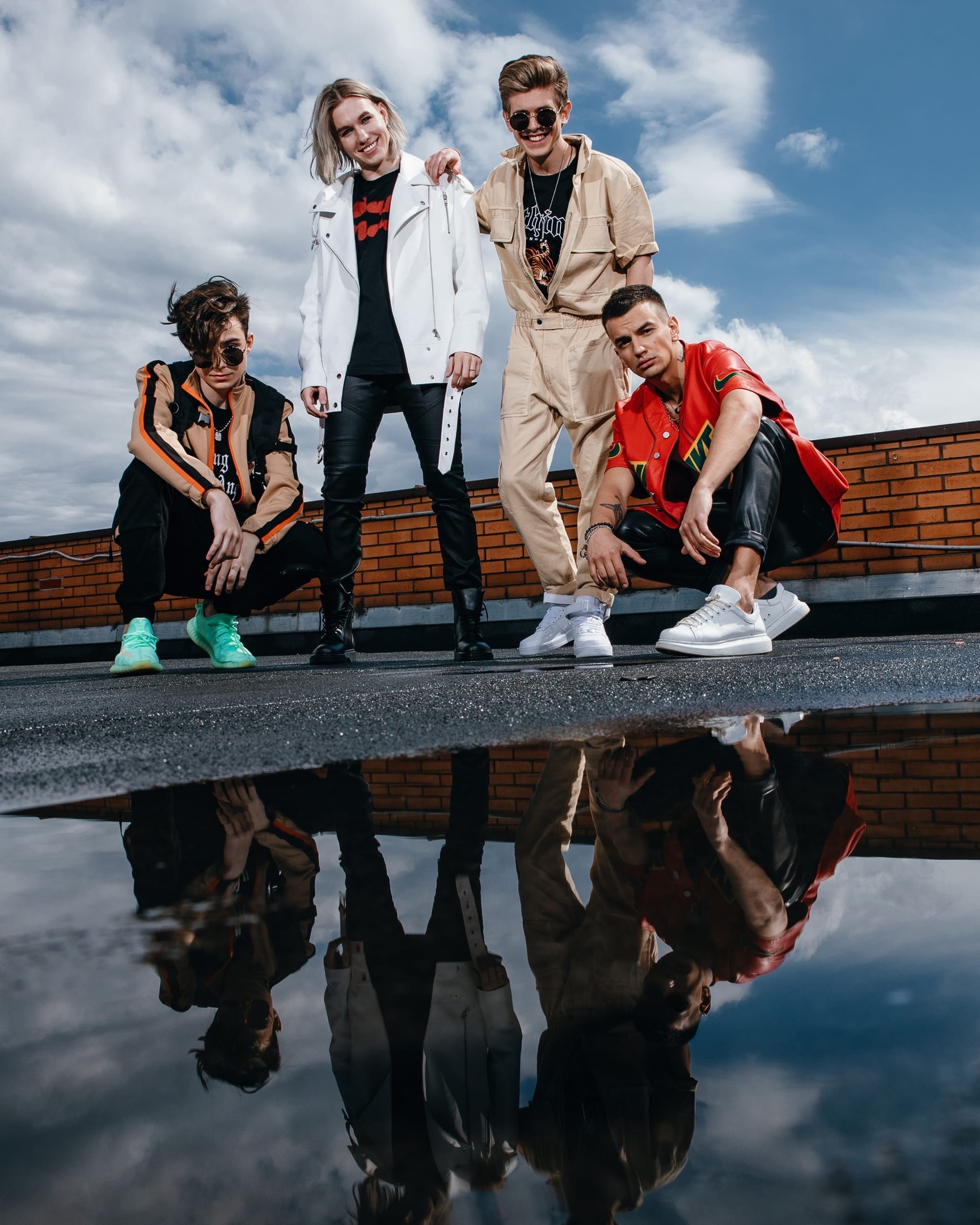
Владислав Курасов в составе группы «Не говори маме»

В январе 2020 года Владислав Курасов заключает контракт с Продюсерским центром Виктора Дробыша и переезжает на работу в Москву, став одним из четырёх солистов бойз-бенда «Не говори маме». Состав группы: Vlad (Владислав Курасов), Nik (Николай Задерей), Danya (Даниил Данилевский), Coldi (Алексей).
Дебютировала группа 8 марта 2020 года с песней «Нет 18ти», написанной самими участниками, но в связи с пандемией выступления группы пришлось отложить.
Однако, группа не распалась, напротив, начался активный творческий процесс, выпущено 4 песни — «Нет 18ти», «Вертолёты», «Малолетка», «Без тебя», режиссёр Ксения Василькова сняла клип на песню «Вертолёты».
Владислав Курасов пишет песни не только для себя и группы «Не говори маме», но также и для других артистов. Так, его песни исполняют артисты Excalibur, RYAN, в репертуаре Юлии Паршуты две песни Курасова – «Амели» и «Маски», причем автор песни на момент написания второй и не подозревал о том, что артистка снимается в шоу «Маска».

## Дискография

### Сольная карьера

#### Альбомы
* 2016 — «Отражение»
| №   | Название                  | Текст песни       | Музыка            | Длительность |
| --- | ------------------------- | ----------------- | ----------------- | ------------ |
| 1.  | «Моя любовь»              | Владислав Курасов | Владислав Курасов | 3:58         |
| 2.  | «Не смейся судьбе в лицо» | Элина Расходова   | Элина Расходова   | 3:21         |
| 3.  | «Я болен тобой»           | Владислав Курасов | Владислав Курасов | 3:21         |
| 4.  | «На глубине души»         | Владислав Курасов | Владислав Курасов | 4:06         |
| 5.  | «I’m Insane»              | Наталия Ростова   | Владислав Курасов | 2:59         |
| 6.  | «Follow the Play»         | Наталия Ростова   | Владислав Курасов | 3:04         |
| 7.  | «VOODOO»                  | Владислав Курасов | Владислав Курасов | 3:22         |
| 8.  | «Треугольник»             | Владислав Курасов | Владислав Курасов | 3:40         |
| 9.  | «Lightness»               | Наталия Ростова   | Владислав Курасов | 3:16         |
| 10. | «По лужам»                | Элина Расходова   | Элина Расходова   | 2:40         |
| 11. | «Дневники»                | Владислав Курасов | Владислав Курасов | 3:27         |
| 12. | «Хмари»                   | Наталия Ростова   | Владислав Курасов | 2:58         |
| 13. | «Разные»                  | Элина Расходова   | Элина Расходова   | 4:21         |

#### Синглы
| Год  | Сингл                                         | Автор                                              | Альбом      |
| ---- | --------------------------------------------- | -------------------------------------------------- | ----------- |
| 2012 | «Прощай, мой город»                           | музыка и слова Владислава Курасова                 | без альбома |
| 2012 | «Ноль любви в квадрате»                       | музыка и слова Владислава Курасова                 | без альбома |
| 2013 | «Забудешь»                                    | музыка и слова Владимира Курто                     | без альбома |
| 2013 | «Дай мне испить»                              | музыка и слова Владислава Курасова                 | без альбома |
| 2014 | «18»                                          | музыка и слова Алексея Малахова                    | без альбома |
| 2014 | «Я болен тобой»                               | музыка и слова Владислава Курасова                 | Отражение   |
| 2015 | «Я болен тобой» (Rihter Remix)                | музыка и слова Владислава Курасова                 | без альбома |
| 2015 | «Моя любовь»                                  | музыка и слова Владислава Курасова                 | Отражение   |
| 2015 | «По лужам»                                    | музыка и слова Элины Расходовой                    | Отражение   |
| 2015 | «На глубине души»                             | музыка и слова Владислава Курасова                 | Отражение   |
| 2016 | «I’m Insane»                                  | музыка Владислава Курасова, слова Наталии Ростовой | Отражение   |
| 2016 | «Не смейся судьбе в лицо»                     | музыка и слова Элины Расходовой                    | Отражение   |
| 2016 | «Follow the Play»                             | музыка Владислава Курасова, слова Наталии Ростовой | Отражение   |
| 2016 | «VOODOO»                                      | музыка и слова Владислава Курасова                 | Отражение   |
| 2017 | «VOODOO» (Techno Project Remix)               | музыка и слова Владислава Курасова                 | без альбома |
| 2017 | «VOODOO» (Techno Project & DJ Geny Tur Remix) | музыка и слова Владислава Курасова                 | без альбома |
| 2017 | «Прощение»                                    | музыка и слова Владислава Курасова                 | без альбома |
| 2019 | «Им же это нравится»                          | музыка и слова Владислава Курасова                 | без альбома |
| 2019 | «Не говори люблю»                             | музыка и слова Владислава Курасова                 | без альбома |
| 2019 | «В твоей постели»                             | музыка и слова Владислава Курасова                 | без альбома |
| 2020 | «Великаны»                                    | музыка и слова Владислава Курасова                 | без альбома |

#### Видеоклипы
| № | Клип                      | Год  | Режиссёр                             |
| - | ------------------------- | ---- | ------------------------------------ |
| 1 | «Забудешь»                | 2013 | Максим Литвинов                      |
| 2 | «Дай мне испить»          | 2013 | Игорь Савенко                        |
| 3 | «Я болен тобой»           | 2014 | Владислав Курасов и Марина Хаджинова |
| 4 | «На глубине души»         | 2016 | Тарас Голубков                       |
| 5 | «Не смейся судьбе в лицо» | 2016 | Тарас Голубков                       |
| 6 | «VOODOO»                  | 2017 | Александр Филатович                  |

### Альбомы
* 2020 — EP «Ты влюблена»
| №  | Название                 | Текст песни                                                                | Музыка                                                                     | Длительность |
| -- | ------------------------ | -------------------------------------------------------------------------- | -------------------------------------------------------------------------- | ------------ |
| 1. | «Ты влюблена»            | Владислав Курасов, Николай Задерей                                         | Владислав Курасов, Николай Задерей                                         | 2:36         |
| 2. | «Пандемия (Bonus Track)» | Владислав Курасов, Николай Задерей, Даниил Данилевский, Алексей Свириденко | Владислав Курасов, Николай Задерей, Даниил Данилевский, Алексей Свириденко | 2:44         |

#### Синглы
| Год  | Сингл                               | Автор | Альбом           |
| ---- | ----------------------------------- | --- | ---------------- |
| 2020 | «Нет 18ти»                          | музыка и слова Владислава Курасова, Николая Задерея, Даниила Данилевского                                                     | без альбома      |
| 2020 | «Вертолёты»                         | музыка и слова Кринова Артема                                                                                                 | без альбома      |
| 2020 | «Малолетка»                         | музыка и слова Бабанова Михаила                                                                                               | без альбома      |
| 2020 | «Без тебя»                          | музыка и слова Владислава Курасова, Николая Задерея, Даниила Данилевского                                                     | без альбома      |
| 2020 | «Ты влюблена»                       | музыка и слова Владислава Курасова, Николая Задерея                                                                           | EP «Ты влюблена» |
| 2020 | «Пандемия»                          | музыка и слова Владислава Курасова, Николая Задерея, Даниила Данилевского, Алексея Свириденко                                 | EP «Ты влюблена» |
| 2020 | «В Новый год»                       | музыка Владислава Курасова, слова Владислава Курасова, Николая Задерея, Даниила Данилевского                                  | без альбома      |
| 2021 | «Такси»                             | музыка и слова Дарьи Кастовской (MONA)                                                                                        | без альбома      |
| 2021 | «Девочка Дисней»                    | музыка и слова Владислава Курасова, Николая Задерея, Даниила Данилевского                                                     | без альбома      |
| 2021 | «За твоими глазами» feat. Федя      | музыка Виктора Дудко, Даниила Данилевского, Николая Задерея, слова Владислава Курасова, Даниила Данилевского, Николая Задерея | без альбома      |
| 2021 | «Nirvana»                           | музыка и слова Владислава Курасова, Николая Задерея, Даниила Данилевского; музыка Виктора Дудко                               | без альбома      |
| 2021 | «Вздрогнут небеса»                  | музыка и слова Николая Задерея, Даниила Данилевского                                                                          | без альбома      |
| 2021 | «Девочка стала взрослой» feat. ANSE | музыка и слова Даниила Данилевского, Владислава Курасова, Николая Задерея                                                     | без альбома      |

#### Видеоклипы
| № | Клип                           | Режиссёр          | Год  |
| - | ------------------------------ | ----------------- | ---- |
| 1 | «Вертолёты»                    | Ксения Василькова | 2020 |
| 2 | «Без тебя»                     | Альберт Плехов    | 2021 |
| 3 | «ZA TVOIMI GLAZAMI» feat. ФЕДЯ | Тарас Голубков    | 2021 |

## Автор песен для других исполнителей
| Исполнитель  | Название                                  | Год  |
| ------------ | ----------------------------------------- | ---- |
| Юлия Паршута | «Амели»                                   | 2019 |
| Excalibur    | «Безликие»                                | 2020 |
| RYAN         | «Give me a chance» текст R.T.Vivaldi      | 2020 |
| Юлия Паршута | «Маски»                                   | 2021 |
| Дима Билан   | «Ради побед» композитор Владислав Курасов | 2021 |
| KATIA ZORINA | «Мне пора»                                | 2022 |
| RYAN         | «Illusions» текст Natalia Rostova         | 2022 |
| Иван Дятлов  | «Не лги»                                  | 2023 |
| RYAN         | «Fake Movie» текст Natalia Rostova        | 2023 |
| ALEKSANDRA   | «Целовать твою улыбку»                    | 2025 |

## Награды, премии и номинации
| Год  | Премия                                                                                      | Номинация/категория                                 | Результат | Примечание                      |
| ---- | ------------------------------------------------------------------------------------------- | --------------------------------------------------- | --------- | ------------------------------- |
| 2012 | Международный конкурс International Songwriting Competitions (ISC) 2012 США                 | категория Dance Music и Teen                        | полуфинал | Сингл «Ноль любви в квадрате»   |
| 2013 | Международный музыкальный конкурс Unsigned Only-2013                                        | категория Teen                                      | полуфинал | «Hallelujah» (Леонард Коэн)     |
| 2013 | Международный конкурс авторской песни International Songwriting Competitions (ISC) 2013 США | версия People’s Choice Winner                       | победа    | Сингл «Дай мне испить»          |
| 2014 | Coast 2 Coast Mixtapes США                                                                  |                                                     | победа    | Клип «Дай мне испить»           |
| 2014 | Американский международный конкурс UNSIGNED ONLY MUSIC COMPETITION 2014                     | категория FANDEMONIUM в номинации Vocal Performance | победа    | «Hallelujah» (Леонард Коэн)     |
| 2014 | Международный конкурс «Фавориты Успеха-2013» (Украина)                                      | номинация Молодой талант                            | победа    |                                 |
| 2015 | BEAT100 World Music Video Chart международная музыкальная и видео-социальная сеть BEAT100   |                                                     | победа    | Клип на песню «Я болен тобой»   |
| 2015 | BEAT100 World Music Video Chart международная музыкальная и видео-социальная сеть BEAT100   |                                                     | победа    | Сингл «По лужам»                |
| 2016 | Международный конкурс International Songwriting Competitions (ISC) 2015 США                 | категория Performance                               | полуфинал | Сингл «По лужам»                |
| 2016 | BEAT100 World Music Video Chart международная музыкальная и видео-социальная сеть BEAT100   |                                                     | победа    | Клип на песню «На глубине души» |